# L'italiana in Algeri
L'Italienne à Alger
Personnages
- Mustafa, Bey d'Alger, basse bouffe
- Elvira, sa femme, soprano
- Zulma, confidente d'Elvira, mezzosoprano
- Haly, serviteur du Bey, basse
- Isabella, contralto
- Lindoro, italien amoureux d'Isabella, ténor
- Taddeo, vieil Italien, baryton

Airs
- « Languir per una bella » (Lindoro) – Acte I
- « Cruda sorte, amor tiranno » (Isabelle) – Acte I
- « Concedi amor pietoso » (Lindoro) – Acte II
- « Pensa alla patria » (Isabelle) – Acte II

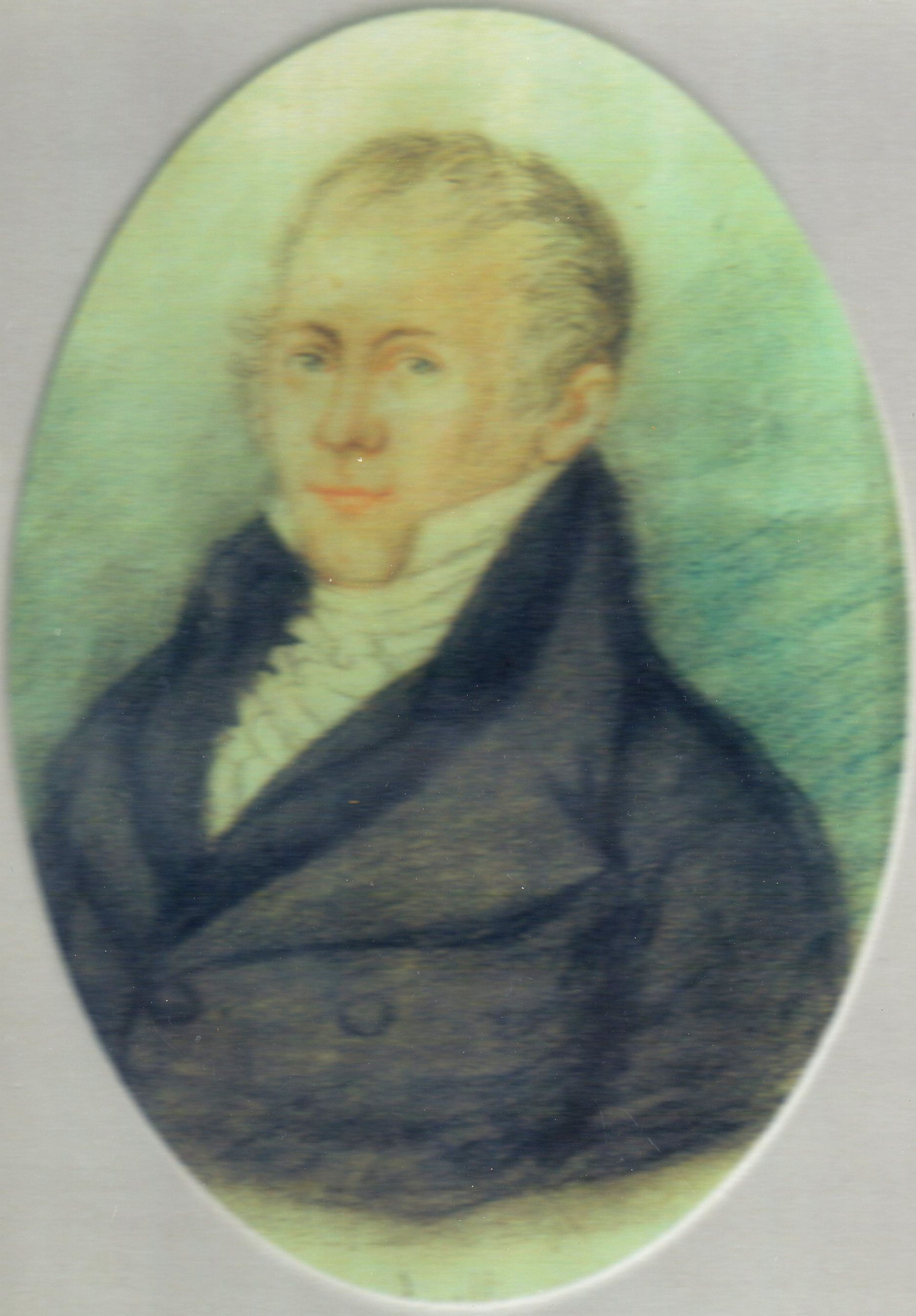
Le librettiste de L'italienne à Alger, Angelo Anelli

L'italiana in Algeri (L'Italienne à Alger) est un opéra bouffe (dramma giocoso) en deux actes de Gioachino Rossini sur un livret de Angelo Anelli. L'Italienne à Alger est le premier opéra-bouffe que Rossini écrit peu après sa première œuvre développée, Tancredi.
Cet opéra, écrit en 1813 pour le Teatro San Benedetto à Venise et créé le 22 mai 1813, est considéré comme la première comédie « développée » de Rossini, puisque ses opéras précédents (à l'exception de Tancredi et peut-être Demetrio e Polibio) sont très courts et souvent ne contiennent qu'un seul acte, tels que La scala di seta, Il signor Bruschino, L'equivoco stravagante, La cambiale di matrimonio, La pietra del paragone et L'occasione fa il ladro.

## Rôles
| Rôle                                | Voix           | Chanteurs durant la première (22 mai 1813) (chef d'orchestre : Alessandro Rolla) |
| ----------------------------------- | -------------- | -------------------------------------------------------------------------------- |
| Isabelle, l'italienne               | contralto      | Marietta Marcolini                                                               |
| Lindoro, amoureux d'Isabelle        | ténor          | Serafino Gentili                                                                 |
| Taddeo, un vieil italien            | basse          | Paolo Rosich                                                                     |
| Mustafà, Bey d'Alger                | basse          | Filippo Galli                                                                    |
| Elvira, l'épouse de Mustafà         | soprano        | Luttgard Annibaldi                                                               |
| Zulma, la confidente de Elvira      | mezzo-soprano  | Annunziata Berni Chelli                                                          |
| Haly, le capitaine des garde du bey | ténor ou basse | Giuseppe Spirito                                                                 |

## Argument

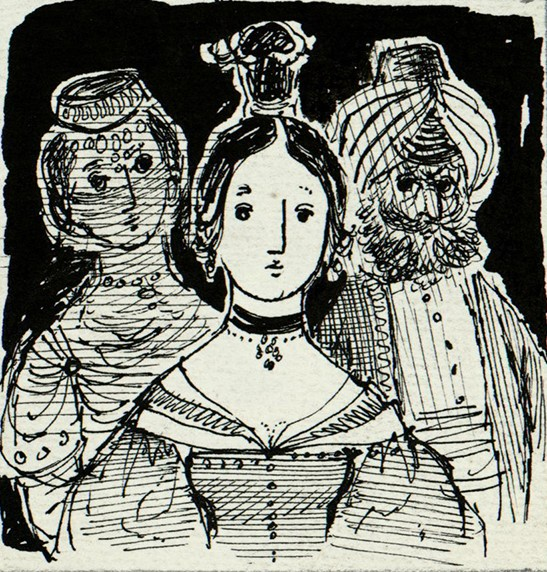
Disegno per copertina di libretto, dessin de Peter Hoffer pour L'italiana in Algeri (s.d.) - Archives historiques Ricordi.

L'histoire se déroule à Alger, aux environs de 1810.

### Acte I
Mustafa, bey d'Alger, est las de sa femme Elvira. Il exige de son serviteur Haly qu'il lui apporte une Italienne pour la remplacer. Il veut marier Elvira à son esclave italien Lindoro, qui est amoureux de l'Italienne Isabella.
Entretemps, Isabella et Taddeo, un de ses prétendants, se sont embarqués sur un navire pour partir à la recherche de Lindoro, lorsque l'embarcation s'échoue sur la côte algérienne. Haly profite de l'occasion pour exaucer le souhait de son maître en ravissant Isabella ; Taddeo parvient à rester à ses côtés en se faisant passer pour son oncle.
Pour se débarrasser d'Elvira, le bey promet à Lindoro de le laisser regagner l'Italie une fois qu'il l'aura prise pour épouse.
Isabella rencontre le bey dans la cour, qui s'éprend immédiatement d'elle. Lindoro et Elvira s'apprêtent à partir, c'est alors qu'Isabella exige de Mustafa qu'ils demeurent à Alger. L'acte se termine dans la confusion la plus totale.

### Acte II
Mustafa est sous le charme d'Isabella. Cette dernière aime encore Lindoro, qui lui est resté fidèle. Pour s'attirer les bonnes grâces de l'italienne, le bey introduit son « oncle » Taddeo à la dignité de caimacan.
Mustafa, Taddeo et Lindoro épient Isabella, alors qu'elle se fait belle pour son bien-aimé ; chacun des trois étant convaincu qu'il est l'élu de son cœur. Mustafa envoie Lindoro garder Isabella, et donne l'instruction à Taddeo de le laisser seul avec Isabella sitôt qu'il éternuera. Entretemps Isabella a invité Elvira à prendre le café. Le tête-à-tête entre Mustafa et Isabella n'aura pas lieu, Taddeo se refusant obstinément à comprendre les signes que lui fait le bey.
Isabella promet à Mustafa de l'aimer, s'il devient membre de la société des Pappataci, un pappataci ayant pour devoir de manger, boire et dormir.
En remerciement pour cette distinction, Mustafa libère les esclaves italiens. Il doit jurer de se taire et de ne pas prêter attention à ce qui se passe autour de lui lors de la cérémonie, ce à quoi veille Taddeo comme caimacan. Les italiens, parmi lesquels Lindoro et Isabella, profitent de l'occasion pour fuir. Mustafa découvre alors la ruse.

## Musique
La partition requiert des chanteurs une très grande habileté et volubilité. Par exemple, dans le duo de Mustafa et Lindoro, Se inclinassi a prender moglie et la hauteur des notes que chante Elvira, tels dans l'introduction et le finale du premier acte. L'œuvre contient également de beaux airs, tels celui d'Isabella, Cruda sorte ! Amor tiranno !, et celui de Lindoro, Languir per una bella. La mélodie de l’ouverture est également assez connue.

### Strette du final du premier acte
Le premier acte se clôt par une confusion totale, situation fréquente chez Rossini puisque l'on retrouve des cas similaires dans Le Barbier de Séville avec le final du premier acte ou La Cenerentola avec le sextuor Questo è un nodo avviluppato ("c'est un nœud inextricable"). Cette confusion est matérialisée par le recours aux onomatopées de la part des sept personnages ("din, din" pour Elvira, Zulma et Isabella, "tac, tac" pour Lindoro et Haly, "crac cra" pour Taddeo et "bum, bum" pour Mustafa), un tempo extrêmement rapide et de grands crescendi.

## Critiques
Selon Alain Surrans, ancien directeur de l’Opéra de Rennes et actuel directeur d'Angers Nantes Opéra, c'est un opéra féministe : Isabelle est une héroïne qui réussit grâce à sa personnalité, et pas sa beauté.